# جي. دبليو. مورغان
جي. دبليو. مورغان هو سياسي أمريكي، ولد في يناير 1843 في بنسيلفانيا في الولايات المتحدة، وتوفي في 13 يوليو 1928 في ويتسبورغ في الولايات المتحدة. نشط حزبياً في الحزب الجمهوري. وقد انتخب عضو مجلس نواب واشنطن ‏.